# International Dragon Boat Federation
International Dragon Boat Federation (IDBF) är ett internationellt idrottsförbund som anordnar drakbåtstävlingar. IDBF grundades av representanter från Australien, Kina, Taiwan, Storbritannien, Hongkong, Indonesien, Italien, Malaysia, Norge, Filippinerna, Singapore och USA i Hongkong den 24 juni 1991.
IDBF har sitt huvudkontor i Macau.
I mars 2024 var 62 länder och territorier med i organisationen.
IDBF är medlem i Global Association of International Sports Federations (GAISF).

## Kontinentala organisationer
- Asian Dragon Boat Federation (ADBF)
- European Dragon Boat Federation (EDBF)
- North America (NOA)
- Australasia (ANZ)
- Southern Africa (SOA)